# یواخیم اشتادلر
یواخیم اشتادلر (انگلیسی: Joachim Stadler؛ زادهٔ ۱۵ ژانویهٔ ۱۹۷۰) بازیکن فوتبال اهل آلمان است.
از باشگاه‌هایی که در آن بازی کرده‌است می‌توان به باشگاه فوتبال کایزرسلاوترن، باشگاه فوتبال بروسیا مونشن‌گلادباخ، و باشگاه فوتبال آگسبورگ اشاره کرد.